# Hermandad de la Sangre (Écija)
La Real, Muy Antigua y Fervorosa Hermandad  del Santísimo Cristo de la Sangre y Nuestra Señora de los Dolores es el título corporativo de la Hermandad ecijana conocida como "La Sangre", aunque es la cofradía de "Los Gitanos". Sale cada Jueves Santo desde la Parroquia Mayor de Santa Cruz. Fue fundada en el año 1564, en el Convento de San Agustín.

## Historia
El 29 de enero de 1567, el escultor sevillano Gaspar del Águila suscribía un contrato con Alonso de Orejuela, vecino de Écija, para tallar un crucifijo con destino al convento de San Agustín de dicha ciudad. Poco después, en 1571, los frailes del Convento constituye la primera Junta de Gobierno de una nueva hermandad debido a la gran devoción que alcanzó la talla del Crucifijo, que adopta las constituciones de la hermandad del Santísimo Crucifijo del monasterio de San Agustín de Sevilla, ordenadas en 1527. Se autodenomina "hermandad del Sanctísimo Crucifijo y Sangre de Nuestro Se ñor Iesuchristo". La sangre de Cristo es continuamente invocada a lo largo de todo el documento normativo, aludiendo a las siete veces en que fue derramada por el Hijo de Dios para la redención de los pecados.

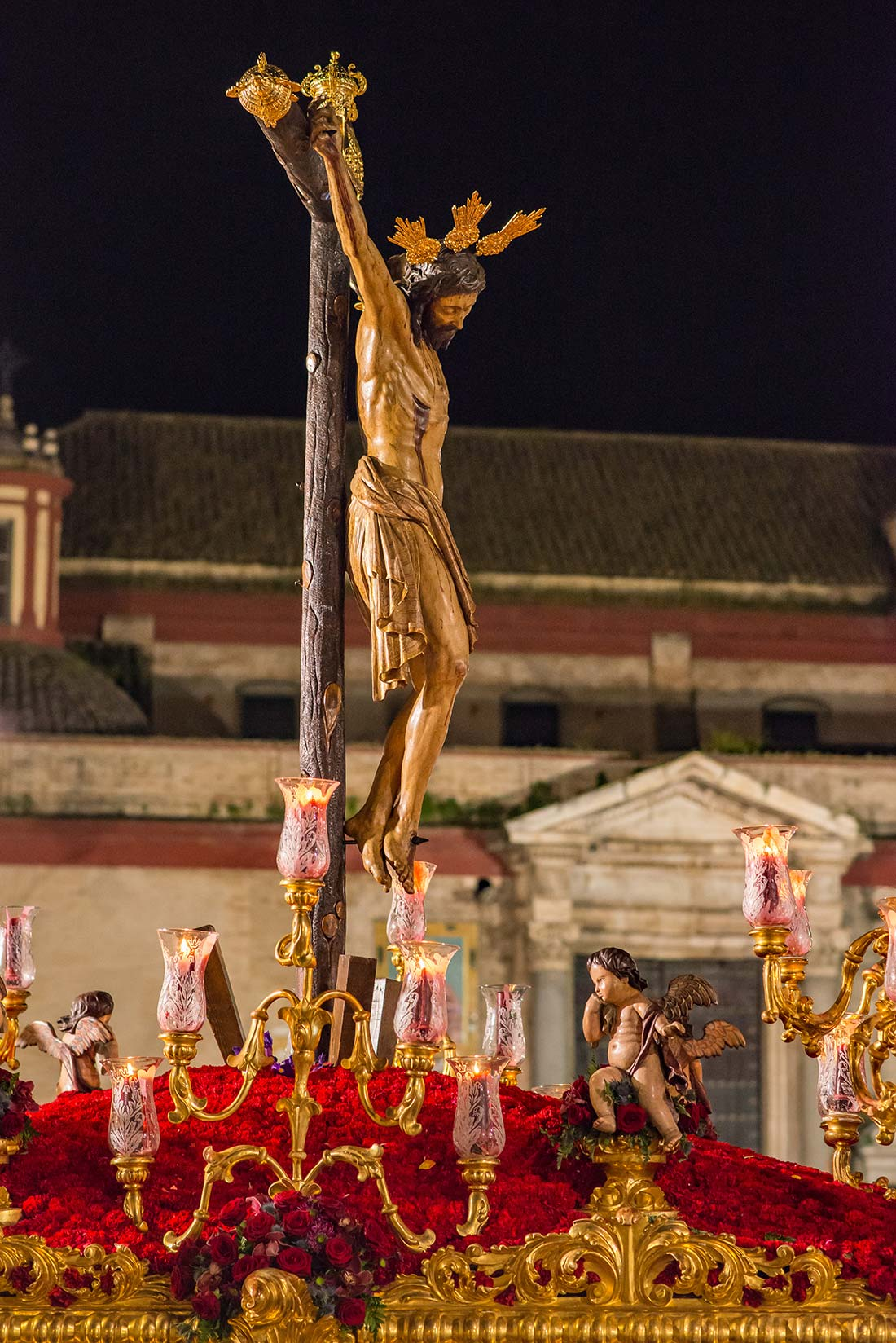
Santísimo Cristo de la Sangre.

Desde su fundación en 1571, la hermandad continuó establecida en la iglesia del convento de San Agustín, en la que poseía su propia capilla propia. Durante el primer tercio del siglo XIX la hermandad del Cristo de la Sangre sufrió las consecuencias de los acontecimientos políticos que acarrearon el cierre en varias ocasiones del convento de San Agustín, primeras desamortizaciones e invasión francesa. A partir de 1835, tras la definitiva exclaustración de los religiosos, el convento fue vendido a particulares y demolido en su totalidad. Únicamente se conservaron la iglesia y sacristía anexa, bajo jurisdicción ordinaria, al servicio y cuidado de la hermandad del Cristo de la Sangre.
En noviembre de 1849 se produjo un derrumbe parcial de la fachada y cubierta del templo de San Agustín. La ruina era irreversible. En junio de 1858 la hermandad trasladó el Altar Mayor de la Iglesia del ex-Convento de San Agustín a la Parroquia Mayor de Santa Cruz, así como sus imágenes, pasos y enseres, dando por concluida su estancia de casi trescientos años en el cenobio agustino, donde inauguraba una nueva etapa en su historia. Es a comienzos del siglo XX cuando aparecen los primeros testimonios de la especial devoción del barrio gitano (antiguo barrio del Convento de San Agustín) de Écija hacia el Cristo de la Sangre y la Virgen de los Dolores.

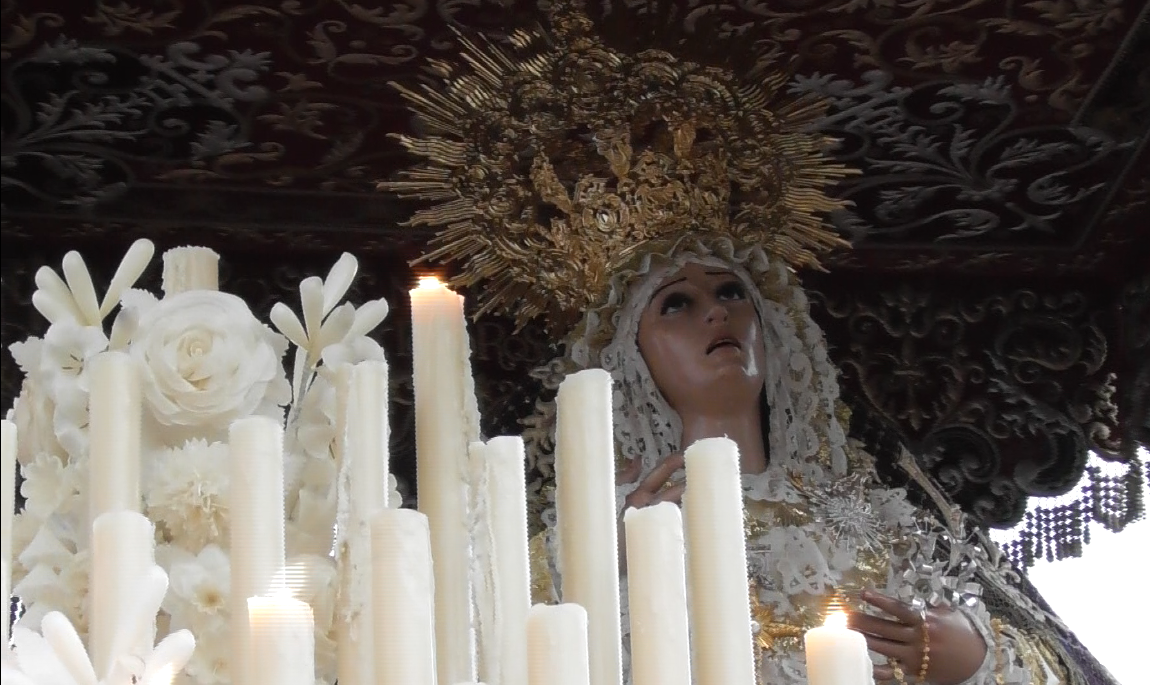
Nuestra Señora de los Dolores bajo su paso de palio.

## Reseña artística
- La sagrada imagen del Santísimo Cristo de la Sangre es obra maestra de Gaspar de Águilar, en 1567, de estilo renacentista. Está inspirado en el de San Agustín de Sevilla.
- Nuestra Señora de los Dolores, conocida popularmente como La Lola, es obra del escultor Antonio Poz, en 1853. Fue restaurada por José Rodríguez Rivero-Carrera entre 1998-1999. En 2014 volvió a ser restaurada, esta vez por Sergio Saldaña Jiménez.
- La Hermandad incorpora en 1824 la imagen del Niño Perdido, una imagen anónima de la escuela sevillana del siglo XVIII, siendo donado por las Monjas del Convento de Santa Inés. Comenzó a procesionar en el año 1824 durante un periodo de casi un siglo, hasta el año 1925/1930, debido al estado de la talla. En 1991 se recuperó la tradición de volver a procesionar con dicha imagen, realizando ésta la estación de penitencia durante varios años. En la actualidad la imagen del Niño Perdido no procesiona el Jueves Santo.

## Marchas dedicadas
- Madre de los Gitanos - Jacinto Manuel Rojas Guisado (2009).

## Túnicas
Paso de Cristo: túnica roja con capa blanca, cíngulo de esparto y capillo rojo.
Paso de Virgen: túnica blanca con capa roja, cíngulo rojo de sede y capillo blanco.

## Paso por Carrera Oficial
| Predecesor: El Confalón | Orden de entrada en Carrera Oficial (Jueves Santo) 2º lugar | Sucesor: San Juan (Viernes Santo, Madrugá) |

## Curiosidades
- Es la Hermandad de los Gitanos, donde en el barrio de San Agustín (donde se ubica hace muchas décadas su antigua sede) acoge cada Jueves Santo una enorme devoción y fieles. Durante el recorrido por este barrio, le cantan multitud de saetas y le recitan versos a ambos Titulares, en las cuales algunos años son tantas, que el recorrido se hace eterno entre sus calles.
- Al ser la Hermandad "gitana" por excelencia, Nuestra Señora de los Dolores es conocido por todos los ecijanos como "La Lola", en vez de 'Dolores', su advocación original.
- Antiguamente, la Hermandad del Confalón y la Hermandad de la Sangre (ambas salen en Jueves Santo), se encontraban en sus recorridos en la Plaza de Puerta Cerrada, donde la Sangre va de ida y el Confalón va de vuelta. En dicha Plaza, los dos Cruxificados de las corporaciones se 'mecían' uno en frente del otro durante minutos, incluso algún año horas.
- Esta Hermandad, a su entrada en la Parroquia, espera a que salga la Hermandad del Silencio, con la que comparte sede. Esta cofradía sale en la Madrugá, a las 00:00h, y al salir entera, entra la Hermandad de la Sangre a partir de las 01:00h.
- La imagen del Santísimo Cristo de la Sangre ha realizado varias procesiones en siglos pasados en forma de rogativas, destacando la de 1873, que participó en una salida extraordinaria en rogativas junto con San Pablo, la Virgen del Valle y San José.
- El Jueves Santo de 1857 y 1871 salió en el cortejo de la Hermandad de la Sangre, la imagen de Jesús Nazareno Abrazado a la Cruz (Hermandad del Silencio).
- En el año 2003 se conmemora el 150 aniversario de Ntra. Sra. de los Dolores, realizándose una serie de actos en torno a la imagen, que culminó con una procesión extraordinaria  gloriosa por las calles de su barrio, celebrándose Santa Misa en el lugar donde estuvo construido el desaparecido Convento de San Agustín.
- Es la única Hermandad ecijana que desde su fundación en el siglo XVI ha continuado celebran cada año ininterrumpidamente la Novena dedicada a Sus Titulares en Cuaresma.
- El título de Real se lo concede Su Majestad Juan Carlos I en 2011.
- La Virgen de los Dolores procesiona de forma extraordinaria en la Magna Mariana con motivo al 400 aniversario del Voto Concepcionista junto a todas las demás vírgenes de Écija. Dejando en aquella procesión, momentos que jamás se volverán a repetir.